# Spring Valley (Minnesota)
Spring Valley is een plaats (city) in de Amerikaanse staat Minnesota, en valt bestuurlijk gezien onder Fillmore County.

## Demografie
Bij de volkstelling in 2000 werd het aantal inwoners vastgesteld op 2518.
In 2006 is het aantal inwoners door het United States Census Bureau geschat op 2428, een daling van 90 (-3,6%).

## Geografie
Volgens het United States Census Bureau beslaat de plaats een oppervlakte van
6,5 km², geheel bestaande uit land. Spring Valley ligt op ongeveer 406 m boven zeeniveau.

## Plaatsen in de nabije omgeving
De onderstaande figuur toont nabijgelegen plaatsen in een straal van 20 km rond Spring Valley.